# 1179 Маллі
1179 Маллі (1179 Mally) — астероїд головного поясу, відкритий 19 березня 1931 року.
Тіссеранів параметр щодо Юпітера — 3,369.